# Liste de ponts de Pologne
Cette liste de ponts de Pologne présente les ponts remarquables de Pologne, tant par leurs caractéristiques dimensionnelles, que par leur intérêt architectural ou historique.

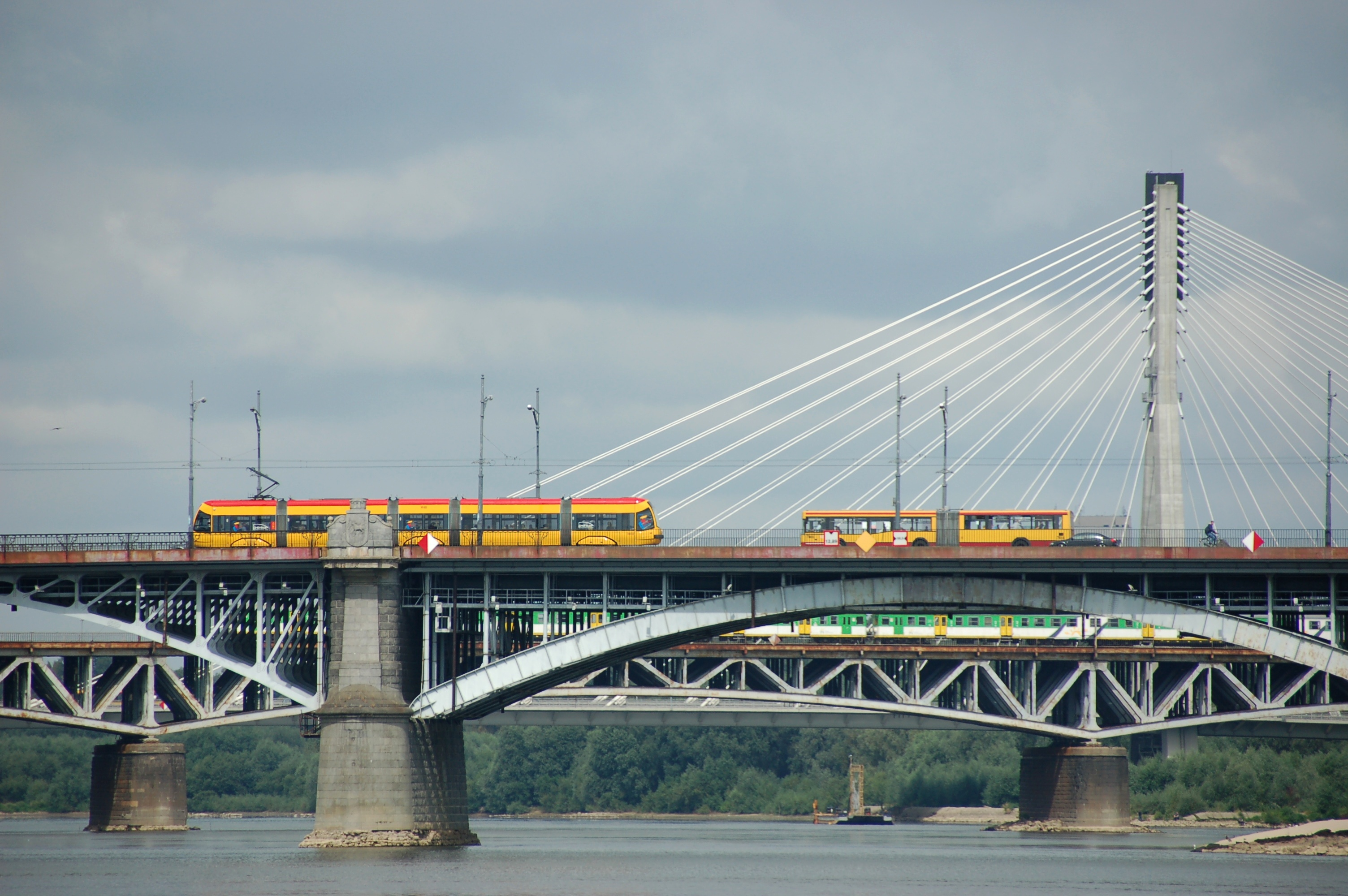
Ponts sur la Vistule à Varsovie.

Elle est présentée sous forme de tableaux récapitulant les caractéristiques des différents ouvrages, et peut être triée selon les diverses entrées pour voir un type de pont particulier ou les ouvrages les plus récents par exemple. La seconde colonne donne la classification de l'ouvrage parmi ceux présentés, les colonnes Portée et Long. (longueur) sont exprimées en mètres. Date indique la date de mise en service du pont.

## Ponts présentant un intérêt historique ou architectural
|  |    | Nom                                 | Polonais                            | Distinction                                              | Long. | Type                                                                                    | Voie portée Voie franchie                         | Date      | Localisation                                         | Voïvodie                | Ref.    |
|  | -- | ----------------------------------- | ----------------------------------- | -------------------------------------------------------- | ----- | --------------------------------------------------------------------------------------- | ------------------------------------------------- | --------- | ---------------------------------------------------- | ----------------------- | ------- |
|  | 1  | Pont Saint-John de Lądek-Zdrój      | Most św. Jana w Lądku-Zdroju        | Monument classé                                          |       | Maçonnerie 2 arches plein cintre                                                        | Krótka Biała Lądecka                              | 1565      | Lądek-Zdrój 50° 20′ 46,7″ N, 16° 52′ 32,6″ E         | Basse-Silésie Allemagne |         |
|  | 2  | Pont Gothique (Varsovie)            | Most Gotycki (Warszawa)             | Découvert en 1977 lors de fouilles archéologiques        | 15    | Maçonnerie 2 arches ogivales, brique                                                    | Plac Zamkowy                                      |           | Varsovie 52° 14′ 50,6″ N, 21° 00′ 47,3″ E            | Mazovie                 | [ 1 ]   |
|  | 3  | Pont en fer d'Opatówek              | Most żelazny w Opatówku             | Plus vieux pont en fonte de Pologne Portée : 10,3 mètres | 13,8  | Arc Fonte, tablier porté                                                                | Pont piétonnier                                   | 1824      | Opatówek                                             | Grande-Pologne          |         |
|  | 4  | Pont suspendu d'Ozimek              | Most wiszący w Ozimku               | Deuxième plus vieux pont suspendu en fer forgé d'Europe  | 31,5  | Suspendu Fer forgé                                                                      | Passerelle Mała Panew                             | 1827      | Ozimek 50° 40′ 35″ N, 18° 12′ 44,2″ E                | Opole                   |         |
|  | 5  | Pont Tumski                         | Most Tumski                         | Monument classé                                          |       | Treillis                                                                                | Pont piétonnier świętej Jadwigi - Katedralna Oder | 1889      | Wrocław 51° 06′ 53″ N, 17° 02′ 32,1″ E               | Basse-Silésie           |         |
|  | 6  | Pont Zwierzyniecki                  | Most Zwierzyniecki we Wrocławiu     |                                                          | 62    | Arc Acier, tablier suspendu                                                             | 455 Stara Odra                                    | 1897      | Wrocław 51° 06′ 29,4″ N, 17° 04′ 11,2″ E             | Basse-Silésie           |         |
|  | 7  | Viaduc ferroviaire de Lewin Kłodzki | Wiadukt kolejowy w Lewinie Kłodzkim |                                                          | 120   | Maçonnerie Arches plein cintre                                                          | Linia kolejowa nr 309 Klikawa Droga krajowa nr 8  | 1905      | Lewin Kłodzki 50° 24′ 25,1″ N, 16° 16′ 54,1″ E       | Basse-Silésie           |         |
|  | 8  | Pont Grunwaldzki                    | Most Grunwaldzki                    | Portée : 114 mètres Monument classé                      | 126,6 | Suspendu Tablier treillis acier, pylônes maçonnerie (granit), suspension barre en acier | Plac Grunwaldzki 8 Trasa europejska E67 Oder      | 1910      | Wrocław 51° 06′ 34,2″ N, 17° 03′ 09,1″ E             | Basse-Silésie           | [ M 1 ] |
|  | 9  | Viaduc de Stańczyki                 | Wiadukty w Stańczykach              |                                                          | 182   | Arc Béton armé                                                                          | Viaduc ferroviaire Błędzianka                     | 1914 1918 | Stańczyki 54° 17′ 51,3″ N, 22° 39′ 16″ E             | Varmie-Mazurie          |         |
|  | 10 | Jetée de Sopot                      | Molo w Sopocie                      | Plus longue estacade en bois d'Europe                    | 511,5 | Pont sur tréteaux Bois Estacade                                                         | Mer Baltique                                      | 1928      | Sopot 54° 26′ 50,8″ N, 18° 34′ 29,3″ E               | Poméranie               | [ 2 ]   |
|  | 11 | Altstadtbrücke Görlitz              | Most staromiejski Zgorzelec-Görlitz | Frontière Allemagne - Pologne                            | 80    | Arc Acier, tablier porté                                                                | Neisse                                            | 2004      | Zgorzelec - Görlitz 51° 09′ 27,5″ N, 14° 59′ 38,7″ E | Basse-Silésie Allemagne |         |
|  | 12 | Estacade de Płock                   | Molo w Płocku                       |                                                          | 358   | Haubané Tablier et pylônes métalliques Estacade                                         | Vistule                                           | 2011      | Płock 52° 32′ 23,3″ N, 19° 41′ 10,7″ E               | Mazovie                 | [ 3 ]   |

## Grands ponts
Ce tableau présente les ouvrages ayant des portées supérieures à 100 mètres ou une longueur totale de plus de 3 000 mètres (liste non exhaustive).
|  |    | Nom                                       | Polonais                                       | Portée   | Long. | Type                                                                          | Voie portée Voie franchie                                  | Date | Localisation                                      | Voïvodie              | Ref.             |
|  | -- | ----------------------------------------- | ---------------------------------------------- | -------- | ----- | ----------------------------------------------------------------------------- | ---------------------------------------------------------- | ---- | ------------------------------------------------- | --------------------- | ---------------- |
|  | 1  | Pont de la Solidarité                     | Most Solidarności                              | 375      | 1712  | Haubané Tablier caisson acier, pylônes acier, suspension axiale 2x60+375+2x60 | Vistule                                                    | 2005 | Płock 52° 31′ 16,9″ N, 19° 43′ 40,1″ E            | Mazovie               |                  |
|  | 2  | Nouveau pont de Toruń en construction     | Nowy most drogowy w Toruniu                    | 270 (x2) |       | Arc Acier, tablier intermédiaire                                              | Vistule                                                    | 2013 | Toruń 53° 00′ 53″ N, 18° 39′ 07,6″ E              | Couïavie-Poméranie    | [ 4 ]            |
|  | 3  | Pont Rędziński                            | Most Rędziński                                 | 256 (x2) |       | Haubané Monopylône, tablier caisson béton, pylône béton 2x256                 | Autostrada A8 Oder                                         | 2011 | Wrocław 51° 09′ 25,8″ N, 16° 57′ 36,9″ E          | Basse-Silésie         |                  |
|  | 4  | Pont Siekierkowski                        | Most Siekierkowski                             | 250      | 500   | Haubané Tablier mixte acier/béton, pylônes béton 48+77+250+77+48              | Aleja Józefa Becka 724 Vistule                             | 2002 | Varsovie 52° 12′ 53,4″ N, 21° 05′ 35,5″ E         | Mazovie               |                  |
|  | 5  | Pont du Troisième millénaire Jean-Paul II | Most III Tysiąclecia im. Jana Pawła II         | 230      | 380   | Haubané Monopylône, tablier mixte acier/béton, pylône béton                   | Vistule morte                                              | 2001 | Gdańsk 54° 21′ 23,1″ N, 18° 41′ 38,7″ E           | Poméranie             |                  |
|  | 6  | Pont Jean-Paul II                         | Most im. Jana Pawła II                         | 212      | 1038  | Arc Acier, tablier intermédiaire                                              | Droga ekspresowa S12 Vistule                               | 2008 | Puławy 51° 26′ 13,9″ N, 21° 56′ 37,7″ E           | Lublin                |                  |
|  | 7  | Pont de Kwidzyn                           | Most pod Kwidzynem                             | 204 (x2) | 808   | Extradossé 3 pylônes                                                          | Vistule                                                    | 2013 | Kwidzyn 53° 45′ 33,7″ N, 18° 50′ 51,6″ E          | Poméranie             |                  |
|  | 8  | Pont Świętokrzyski                        | Most Świętokrzyski                             | 180      | 479   | Haubané Monopylône, tablier mixte acier/béton, pylône béton                   | 719 Vistule                                                | 2000 | Varsovie 52° 14′ 31,9″ N, 21° 02′ 06″ E           | Mazovie               |                  |
|  | 9  | Pont de Wolin                             | Most w Wolinie                                 | 180      |       | Arc Acier, tablier suspendu, suspentes croisées Pont bow-string               | Droga ekspresowa S3 Trasa europejska E45 Détroit de Dziwna | 2003 | Wolin 53° 50′ 46,9″ N, 14° 37′ 17″ E              | Poméranie occidentale |                  |
|  | 10 | Pont Kotlarski                            | Most Kotlarski w Krakowie                      | 166      |       | Arc Acier, tablier porté Pont bow-string                                      | Gustawa Herlinga-Grudzińskiego Vistule                     | 2002 | Cracovie 50° 03′ 08,6″ N, 19° 57′ 39,6″ E         | Petite-Pologne        |                  |
|  | 11 | Pont Marii Skłodowskiej-Curie             | Most Marii Skłodowskiej-Curie                  | 160      | 795   | Mixte acier/béton Tablier caisson acier, dalle béton 3 ouvrages jumelés       | Marii Skłodowskiej-Curie Vistule                           | 2012 | Varsovie 52° 18′ 24,2″ N, 20° 57′ 04,9″ E         | Mazovie               |                  |
|  | 12 | Pont du Millénaire                        | Most Milenijny                                 | 153      | 972   | Haubané Tablier poutres béton, pylônes béton                                  | Autostrada A5 Oder                                         | 2004 | Wrocław 51° 08′ 00,9″ N, 16° 59′ 33,9″ E          | Basse-Silésie         | [ M 2 ]          |
|  | 13 | Pont de Saint Kinga                       | Most im. św. Kingi                             | 143      | 329   | Haubané                                                                       | Droga krajowa nr 87 Dunajec                                | 2008 | Stary Sącz 49° 35′ 02,3″ N, 20° 38′ 08,6″ E       | Petite-Pologne        |                  |
|  | 14 | Pont sud de Kędzierzyn-Koźle              | Most Południowy w Kędzierzynie-Koźlu           | 140      | 397   | Poutre-caisson Béton précontraint 52+75+140+75+52                             | Route nationale n° 40 Oder                                 | 2010 | Kędzierzyn-Koźle 50° 19′ 44,5″ N, 18° 09′ 46,9″ E | Opole                 | [ 5 ]            |
|  | 15 | Pont Józef Piłsudski de Toruń             | Most drogowy im. Józefa Piłsudskiego w Toruniu | 132 (x5) | 1060  | Treillis Acier 2x80+5x132+3x80                                                | Route nationale n° 15 Vistule                              | 1934 | Toruń 53° 00′ 19,1″ N, 18° 36′ 06,8″ E            | Couïavie-Poméranie    | [ Note 1 ] [ 6 ] |
|  | 16 | Pont de Tczew                             | Most drogowy w Tczewie                         | 131 (x6) | 837   | Treillis Fer forgé, piles maçonnerie                                          | Jana z Kolna Vistule                                       | 1857 | Tczew 54° 05′ 33,6″ N, 18° 48′ 21,4″ E            | Poméranie             |                  |
|  | 17 | Pont ferroviaire de Tczew                 | Most kolejowy w Tczewie                        | 129 (x6) | 1074  | Treillis Acier                                                                | Vistule                                                    | 1959 | Tczew 54° 05′ 34,9″ N, 18° 48′ 21,4″ E            | Poméranie             |                  |
|  | 18 | Pont du Millénaire pont est               | Most Milenijny od wschodu                      | 126      | 972   | Poutre-caisson Béton précontraint                                             | Autostrada A5 Zimowisko barek                              | 2004 | Wrocław 51° 08′ 05,9″ N, 16° 59′ 45,8″ E          | Basse-Silésie         | [ M 2 ]          |
|  | 19 | Pont Siechnice-Łany                       | Most Siechnice-Łany                            | 120      | 286   | Poutre-caisson Béton précontraint                                             | Oder                                                       | 2011 | Siechnice - Łany 51° 04′ 46″ N, 17° 09′ 46,7″ E   | Basse-Silésie         | [ 7 ]            |
|  | 20 | Pont Madalinski                           | Most Madalińskiego                             | 110      | 206   | Arc Acier, tablier suspendu                                                   | Obozowa Narew                                              | 1996 | Ostrołęka 53° 05′ 06,9″ N, 21° 33′ 50,3″ E        | Mazovie               | [ 8 ]            |